# Михайловський (Зав'яловський район)
Миха́йловський (рос. Михайловский) — починок в Зав'яловському районі Удмуртії, Росія.
Знаходиться на південній околиці села Шабердіно.

## Населення
Населення — 13 осіб (2012; 3 в 2010).
Національний склад станом на 2002 рік:
- росіяни — 100 %

## Урбаноніми[3]
- вулиці — Логова, Лучна